# Maurice Labeyrie
Pour les articles homonymes, voir Labeyrie.
Pas d'image ? Cliquez ici

a Compétitions nationales et continentales officielles uniquement.

b Matchs officiels uniquement.
Maurice Labeyrie, né le 3 octobre 1887 à Saint-Geours-de-Maremne et mort le 10 mars 1969 à Chelles, est un joueur international français de rugby à XV évoluant au poste de deuxième ligne. 

## Biographie
Maurice Labeyrie joue pour le Tarbes Pyrénées rugby avec lequel il est finaliste du Championnat de France de rugby à XV 1913-1914 puis pour le Racing Club de France où il est finaliste du Championnat de France de rugby à XV 1919-1920. Il participe aux Jeux olympiques d'été de 1920 qui se déroulent à Anvers, remportant la médaille d'argent.

## Palmarès
- Vice-champion olympique en 1920
- Finaliste du Championnat de France de rugby à XV 1913-1914
- Finaliste du Championnat de France de rugby à XV 1919-1920